# Silene rhizophora
Silene rhizophora är en nejlikväxtart som först beskrevs av Muschler, och fick sitt nu gällande namn av Gilbert François Bocquet. Silene rhizophora ingår i släktet glimmar, och familjen nejlikväxter. Inga underarter finns listade i Catalogue of Life.